# Jaunpils pagasts
Jaunpils pagasts er en territorial enhed i Jaunpils novads i Letland. Pagasten havde 2.320 indbyggere i 2010 og omfatter et areal på 157,10 kvadratkilometer. Hovedbyen i pagasten er Jaunpils.